# Rodrick Kabwe
Rodrick Kabwe (Ndola, 30 novembre 1992) è un calciatore zambiano, difensore o centrocampista dell'Al-Gharraf e della nazionale zambiana.

## Carriera

### Nazionale
Ha esordito nella nazionale zambiana il 4 gennaio 2015, nell'amichevole persa 1-0 contro il Sudafrica. Nello stesso anno viene convocato per la Coppa d'Africa 2015, ma non giocherà in nessuna delle tre partite del girone. Nel 2023 viene nuovamente convocato per la Coppa d'Africa.

## Statistiche

### Cronologia presenze e reti in nazionale
| Cronologia completa delle presenze e delle reti in nazionale ― Zambia | Cronologia completa delle presenze e delle reti in nazionale ― Zambia | Cronologia completa delle presenze e delle reti in nazionale ― Zambia | Cronologia completa delle presenze e delle reti in nazionale ― Zambia | Cronologia completa delle presenze e delle reti in nazionale ― Zambia | Cronologia completa delle presenze e delle reti in nazionale ― Zambia | Cronologia completa delle presenze e delle reti in nazionale ― Zambia | Cronologia completa delle presenze e delle reti in nazionale ― Zambia |
| Data                                                                  | Città                                                                 | In casa                                                               | Risultato                                                             | Ospiti                                                                | Competizione                                                          | Reti                                                                  | Note                                                                  |
| --------------------------------------------------------------------- | --------------------------------------------------------------------- | --------------------------------------------------------------------- | --------------------------------------------------------------------- | --------------------------------------------------------------------- | --------------------------------------------------------------------- | --------------------------------------------------------------------- | --------------------------------------------------------------------- |
| 4-1-2015                                                              | Soweto                                                                | Sudafrica                                                             | 1 – 0                                                                 | Zambia                                                                | Amichevole                                                            | -                                                                     |                                                                       |
| 4-6-2016                                                              | Ndola                                                                 | Zambia                                                                | 1 – 1                                                                 | Kenya                                                                 | Qual. Coppa d'Africa 2017                                             | -                                                                     | 57’                                                                   |
| 2-9-2017                                                              | Lusaka                                                                | Zambia                                                                | 3 – 1                                                                 | Algeria                                                               | Qual. Mondiali 2018                                                   | -                                                                     | 69’                                                                   |
| 21-3-2018                                                             | Ndola                                                                 | Zambia                                                                | 2 – 2                                                                 | Zimbabwe                                                              | Amichevole                                                            | -                                                                     |                                                                       |
| 24-3-2018                                                             | Ndola                                                                 | Zambia                                                                | 0 – 2                                                                 | Sudafrica                                                             | Amichevole                                                            | -                                                                     |                                                                       |
| 25-3-2021                                                             | Lusaka                                                                | Zambia                                                                | 3 – 3                                                                 | Algeria                                                               | Qual. Coppa d'Africa 2021                                             | -                                                                     | 31’                                                                   |
| 29-3-2021                                                             | Harare                                                                | Zimbabwe                                                              | 0 – 2                                                                 | Zambia                                                                | Qual. Coppa d'Africa 2021                                             | -                                                                     |                                                                       |
| 3-9-2021                                                              | Nouakchott                                                            | Mauritania                                                            | 1 – 2                                                                 | Zambia                                                                | Qual. Mondiali 2022                                                   | -                                                                     |                                                                       |
| 7-9-2021                                                              | Lusaka                                                                | Zambia                                                                | 0 – 2                                                                 | Tunisia                                                               | Qual. Mondiali 2022                                                   | -                                                                     | Cap.                                                                  |
| 25-3-2022                                                             | Brazzaville                                                           | Rep. del Congo                                                        | 1 – 3                                                                 | Zambia                                                                | Amichevole                                                            | -                                                                     |                                                                       |
| 27-3-2022                                                             | Antalya                                                               | Zambia                                                                | 1 – 2                                                                 | Benin                                                                 | Amichevole                                                            | -                                                                     | 45’                                                                   |
| 3-6-2022                                                              | Yamoussoukro                                                          | Costa d'Avorio                                                        | 3 – 1                                                                 | Zambia                                                                | Qual. Coppa d'Africa 2023                                             | -                                                                     |                                                                       |
| 7-6-2022                                                              | Lusaka                                                                | Zambia                                                                | 2 – 1                                                                 | Comore                                                                | Qual. Coppa d'Africa 2023                                             | -                                                                     | 57’                                                                   |
| 23-9-2022                                                             | Bamako                                                                | Mali                                                                  | 1 – 0                                                                 | Zambia                                                                | Amichevole                                                            | -                                                                     |                                                                       |
| 17-11-2022                                                            | Petah Tikva                                                           | Israele                                                               | 4 – 2                                                                 | Zambia                                                                | Amichevole                                                            | -                                                                     |                                                                       |
| 23-3-2023                                                             | Ndola                                                                 | Zambia                                                                | 3 – 1                                                                 | Lesotho                                                               | Qual. Coppa d'Africa 2023                                             | -                                                                     |                                                                       |
| 26-3-2023                                                             | Soweto                                                                | Lesotho                                                               | 0 – 2                                                                 | Zambia                                                                | Qual. Coppa d'Africa 2023                                             | -                                                                     | Cap.                                                                  |
| 17-6-2023                                                             | Ndola                                                                 | Zambia                                                                | 3 – 0                                                                 | Costa d'Avorio                                                        | Qual. Coppa d'Africa 2023                                             | -                                                                     | 60’                                                                   |
| 9-9-2023                                                              | Moroni                                                                | Comore                                                                | 1 – 1                                                                 | Zambia                                                                | Qual. Coppa d'Africa 2023                                             | -                                                                     |                                                                       |
| 12-10-2023                                                            | al-'Ayn                                                               | Egitto                                                                | 1 – 0                                                                 | Zambia                                                                | Amichevole                                                            | -                                                                     |                                                                       |
| 17-10-2023                                                            | Sharja                                                                | Zambia                                                                | 3 – 0                                                                 | Uganda                                                                | Amichevole                                                            | -                                                                     | 76’                                                                   |
| 17-11-2023                                                            | Ndola                                                                 | Zambia                                                                | 4 – 2                                                                 | Rep. del Congo                                                        | Amichevole                                                            | -                                                                     | Cap.                                                                  |
| 9-1-2024                                                              | Gedda                                                                 | Zambia                                                                | 1 – 1                                                                 | Camerun                                                               | Amichevole                                                            | -                                                                     | 46’                                                                   |
| 17-1-2024                                                             | San-Pédro                                                             | RD del Congo                                                          | 1 – 1                                                                 | Zambia                                                                | Coppa d'Africa 2023 - 1º turno                                        | -                                                                     |                                                                       |
| 21-1-2024                                                             | San-Pédro                                                             | Zambia                                                                | 1 – 1                                                                 | Tanzania                                                              | Coppa d'Africa 2023 - 1º turno                                        | -                                                                     | 33’, 44’                                                              |
| Totale                                                                |                                                                       | Presenze                                                              | 24                                                                    |                                                                       | Reti                                                                  | 0                                                                     |                                                                       |

## Palmarès

### Club

#### Competizioni nazionali
- Campionato zambiano: 1

Zanaco: 2016